# Alfred von Kiderlen-Waechter
Alfred von Kiderlen-Wächter (Stuttgart, 10 de julio de 1852-Stuttgart, 30 de diciembre de 1912) fue un diplomático y secretario de Estado de Asuntos Exteriores alemán. (No fue ministro de Asuntos Exteriores, sino que tenía un cargo en el nivel directamente debajo del ministro, Staatssekretär en alemán.)
Desempeñó un papel importante durante la crisis bosnia y la crisis de Agadir.

## Biografía
Después de la escuela participó como voluntario en la guerra franco-prusiana. De 1871 a 1877 estudió Derecho en Tubinga, Leipzig y Estrasburgo.
El 1 de febrero de 1879 empezó a trabajar en el Ministerio de Asuntos Exteriores alemán y a continuación hizo carrera allí, trabajando brevemente en Copenhague (septiembre de 1880) y a continuación en San Petersburgo (1881-1885), París (1885-1886) y Constantinopla (1886-1888). Desde 1888 hasta 1899 acompañó al emperador Guillermo II de Alemania en sus viajes. También trabajó en Hamburgo (1894-1895) y otra vez en Copenhague (1895-1899). Después de que perdió el favor del emperador (en 1898), fue trasladado a Bucarest (en 1900).
Cuando tuvo su puesto en Bucarest, reemplazó dos veces al embajador alemán en Constantinopla, Adolf Freiherr Marschall von Bieberstein (de mayo a noviembre de 1907 y de junio a septiembre de 1908). En Constantinopla logró fomentar las negociaciones sobre la construcción del ferrocarril de Bagdad. Mientras trabajó en Constantinopla, estalló la Revolución de los Jóvenes Turcos en julio de 1908.
De noviembre de 1908 a marzo de 1909 reemplazó al secretario de Estado de Asuntos Exteriores de Alemania, cuando este estaba enfermo. Por eso jugó un papel importante en la política exterior del Imperio alemán durante la crisis bosnia. Logró evitar que el Imperio ruso ayudara al Reino de Serbia en dicha crisis, después de que el Imperio austrohúngaro había anexionado Bosnia y Herzegovina.
Finalmente, el canciller imperial Theobald von Bethmann Hollweg convenció al emperador alemán Guillermo II de Alemania de nombrar a Alfred von Kiderlen-Waechter secretario de Estado de Asuntos Exteriores (el 27 de junio de 1910). Von Kiderlen-Waechter desempeñó el cargo hasta su muerte el 30 de diciembre de 1912.

## La crisis de Agadir
Durante su mandato se produjo la crisis de Agadir o la segunda crisis marroquí (Zweite Marokkokrise en alemán). Cuando Francia envió tropas a Marruecos en 1911, Kiderlen-Waechter respondió enviando el 1 de julio de 1911 un cañonero a Agadir, una ciudad en dicho país, para intimidar a los franceses e inducir a ellos a compensar a los alemanes con otro territorio africano ocupado por los franceses. Como resultado se negociaron dos acuerdos (Marokkoabkommen y Kongoabkommen, el 11 de octubre y el 4 de noviembre de 1911), en los cuales se satisfacían parcialmente las exigencias alemanas. Sin embargo, el envío del cañonero había causado una cooperación militar del Imperio británico y Francia (acordada el 20 de julio de 1911) y un discurso amenazador de David Lloyd George contra Alemania (el 21 de julio de 1911). Según la Enciclopedia Británica, el comportamiento de Kiderlen-Waechter durante la crisis de Agadir agravó las tensiones internacionales que más tarde dieron lugar a la Primera Guerra Mundial.